# McDonald (Familienname)
McDonald oder Mcdonald ist ein ursprünglich patronymisch entstandener englischer Familienname, abgeleitet von dem schottisch-gälischen Namen MacDhòmhnaill mit der Bedeutung „Sohn des Dòmhnall“.

## Namensträger

### A
- Ab McDonald (1936–2018), kanadischer Eishockeyspieler
- Abby McDonald (* 1985/1986), britische Schriftstellerin
- Alan McDonald (Fußballspieler) (1963–2012), nordirischer Fußballspieler
- Alan McDonald (Snookerspieler) (1929/1930–1974), australischer Snookerspieler
- Alex McDonald (Fußballspieler), schottischer Fußballspieler
- Alex McDonald (Rugbyspieler) (1883–1967), neuseeländischer Rugby-Union-Spieler
- Alex McDonald (Leichtathlet) (* 1945), jamaikanischer Leichtathlet
- Alexander McDonald (1832–1903), US-amerikanischer Politiker
- Alexander McDonald (Politiker, 1849) (1849–1922), australischer Politiker
- Alina McDonald (* 1997), US-amerikanische Stabhochspringerin
- Andrew McDonald (Wasserballspieler) (* 1955), US-amerikanischer Wasserballspieler
- Andrew McDonald (Cricketspieler) (* 1981), australischer Cricketspieler
- Andrew Joseph McDonald (1923–2014), US-amerikanischer Geistlicher, Bischof von Little Rock
- Andrew Thomas McDonald (1871–1950), schottischer Geistlicher
- Andy McDonald (Politiker) (* 1958), britischer Politiker (Labour) und Parlamentsabgeordneter
- Andy McDonald (* 1977), kanadischer Eishockeyspieler
- Anthony McDonald (* 2001), schottischer Fußballspieler
- Antony McDonald (* 1950), britischer Bühnendesigner, Ausstatter und Regisseur
- Ariel McDonald (* 1972), US-amerikanisch-slowenischer Basketballspieler
- Arthur McDonald (* 1943), kanadischer Physiker
- Arthur Gerard McDonald (* 1967), kanadischer Admiral und Oberbefehlshaber der Streitkräfte
- Audra McDonald (* 1970), US-amerikanische Schauspielerin und Musikerin

### B
- Ben McDonald (* 1962), US-amerikanischer Basketballspieler
- Ben McDonald (Baseballspieler) (* 1967), US-amerikanischer Baseballspieler
- Beverly McDonald (* 1970), jamaikanische Leichtathletin
- Boyd McDonald  (Komponist) (* 1932), kanadischer Komponist und Pianist
- Boyd McDonald (Verleger) (1925–1993), US-amerikanischer Herausgeber und Verleger des Fagzine S. T. H. (Straight to Hell)
- Brad McDonald (* 1990), australischer Fußballspieler
- Boyd McDonald  (Komponist) (* 1932), kanadischer Komponist und Pianist
- Boyd McDonald (Verleger) (1925–1993), US-amerikanischer Herausgeber und Verleger des Fagzine S. T. H. (Straight to Hell)
- Brandon McDonald (Footballspieler) (* 1985), US-amerikanischer American- und Canadian-Football-Spieler
- Brandon McDonald (Fußballspieler) (* 1986), guamischer Fußballspieler
- Brian McDonald (Eishockeyspieler) (Brian Harold McDonald; * 1945), kanadischer Eishockeyspieler
- Brian McDonald (Drehbuchautor) (Brian Keith McDonald; * 1965), US-amerikanischer Drehbuchautor und Regisseur
- Brian McDonald (Skeletonpilot), US-amerikanischer Skeletonpilot und -trainer
- Bruce McDonald (* 1959), kanadischer Filmregisseur

### C
- Cailin McDonald, US-amerikanische Schauspielerin und Synchronsprecherin
- Charles McDonald (Regisseur), US-amerikanischer Regisseur
- Charles C. McDonald (* 1933), US-amerikanischer Air-Force-General
- Charles James McDonald (1793–1860), US-amerikanischer Politiker (Georgia)
- Charlie McDonald (* 1935), irischer Politiker, MdEP
- Chris McDonald (* 1978), australischer Triathlet
- Christopher McDonald (* 1955), US-amerikanischer Schauspieler
- Colin McDonald (Cricketspieler, 1928) (1928–2021), australischer Cricketspieler
- Colin McDonald (Cricketspieler, 1948) (1948–2005), neuseeländischer Cricketspieler
- Colin McDonald (Fußballspieler, 1930) (* 1930), englischer Fußballspieler
- Colin McDonald (Fußballspieler, 1950) (* 1950), englischer Fußballspieler
- Colin McDonald (Fußballspieler, 1974) (* 1974), schottischer Fußballspieler
- Colin McDonald (Eishockeyspieler) (* 1984), US-amerikanischer Eishockeyspieler
- Country Joe McDonald (* 1942), US-amerikanischer Sänger und Songwriter

### D
- Damian McDonald (1972–2007), australischer Radrennfahrer
- Daniel McDonald (Politiker) (1817–1911), kanadischer Jurist und Politiker (Nova Scotia)
- Daniel McDonald (Schauspieler) (1960–2007), US-amerikanischer Schauspieler
- Daniel McDonald Lowey (1878–1951), britischer Tauzieher
- Darren McDonald (* 1962), australischer Badmintonspieler
- David L. McDonald (1906–1997), US-amerikanischer Offizier, Admiral der United States Navy
- Debbie McDonald (* 1954), US-amerikanische Dressurreiterin
- Dexter McDonald (* 1991), US-amerikanischer American-Football-Spieler
- Donald McDonald (Senator) (1816–1879), kanadischer Politiker (Ontario)
- Donald McDonald (Manager) (* 1938), australischer Medienmanager
- Donald McDonald (Musiker) (auch Donald MacDonald), Schlagzeuger
- Donald McDonald (Footballspieler) (* 1962), australischer Australian-Football-Spieler und -Trainer
- Donald A. McDonald, US-amerikanischer Dampfschiffbauer und Politiker
- Donald Cromwell McDonald (1879–1917), kanadischer Politiker (Manitoba)
- Donald H. McDonald (1867–1928), kanadischer Politiker (Northwest Territories)
- Douglas McDonald (Ruderer) (* 1935), kanadischer Ruderer
- Douglas McDonald (* 1965), schottischer Fußballschiedsrichter

### E
- Edward F. McDonald (1844–1892), US-amerikanischer Politiker
- Ella McDonald (* 2005), britische Tennisspielerin
- Emma Whiton McDonald (1886–1948), US-amerikanische Mathematikerin und Hochschullehrerin
- Eugene F. McDonald (1886–1958), US-amerikanischer Erfinder und Unternehmer

### F
- Forrest McDonald (1927–2016), US-amerikanischer Historiker
- Francis McDonald (1891–1968), US-amerikanischer Filmschauspieler
- Frank McDonald (1899–1980), US-amerikanischer Regisseur, Filmproduzent, Kameramann und Drehbuchautor
- Frank McDonald (Curler) (1888–1971), kanadischer Curler

### G
- Gabrielle Kirk McDonald (* 1942), amerikanische Juristin
- Gail C. McDonald (1944–2020), amerikanische Regierungsbeamtin, Vorsitzende der Interstate Commerce Commission
- George E. McDonald (1923–2014), US-amerikanischer Gewerkschafter
- Gordon McDonald (1878–1938), kanadoischer Fußballspieler
- Gregory Mcdonald (1937–2008), US-amerikanischer Mystery-Schriftsteller

### H
- Harl McDonald (1899–1955), US-amerikanischer Komponist
- Harry McDonald (1901–1980), australischer Boxtrainer
- Hugh McDonald (* 1950), US-amerikanischer Bassist

### I
- Ian McDonald (Musiker) (1946–2022), britischer Rockmusiker
- Ian McDonald (Musikkritiker) (1948–2003), britischer Musikkritiker
- Ian McDonald (Fußballspieler, 1951) (* 1951), schottischer Fußballspieler
- Ian McDonald (Fußballspieler, 1953) (* 1953), englischer Fußballspieler
- Ian McDonald (Guyanischer Autor) (* 1933), guyanischer Schriftsteller
- Ian McDonald (Autor) (* 1960), britischer Schriftsteller
- Ian Alexander McDonald (1922–1990), australischer Gynäkologe und Geburtshelfer

### J
- Jack McDonald (Eishockeyspieler) (John Patrick McDonald; 1887–1958), kanadischer Eishockeyspieler
- Jack McDonald (Fußballspieler) (John Christopher McDonald; 1921–2007), englischer Fußballspieler
- Jack H. McDonald (1932–2022), US-amerikanischer Politiker
- Jackson McDonald (* 1956), US-amerikanischer Diplomat
- James McDonald (1920–1971), US-amerikanischer Atmosphärenphysiker und UFO-Forscher
- James McDonald Gayfer (1916–1997), kanadischer Militärkapellmeister, Klarinettist, Organist und Chorleiter, Komponist und Musikpädagoge, siehe James Gayfer
- James Ingram McDonald (1865–1935), neuseeländischer Maler, Filmemacher, Museumsdirektor und Kulturbotschafter
- Jemima McDonald (1937–1969), Opfer des Serienmörders Bible John, siehe Bible John
- Jesse Fuller McDonald (1858–1942), US-amerikanischer Politiker
- Jessica McDonald (* 1988), US-amerikanische Fußballspielerin
- John McDonald (Politiker) (1837–1917), irisch-amerikanischer Politiker (Maryland)
- John McDonald (Politiker, 1898) (1898–1977), australischer Politiker, Premier von Victoria
- John McDonald (Fußballspieler, 1875) (1875–??), englischer Fußballspieler
- John McDonald (Fußballspieler, 1886) (1886–1943), schottischer Fußballspieler
- John McDonald (Fußballspieler, 1894) (1894–1943), schottischer Fußballspieler
- John McDonald (Journalist) (John Dennis McDonald; 1906–1998), US-amerikanischer Journalist und Wirtschaftshistoriker
- John McDonald (Tennisspieler, 1931) (* 1931), neuseeländischer Tennisspieler
- John McDonald (Rugbyspieler) (1944–2023), australischer Rugbyspieler und -trainer
- John McDonald (Tennisspieler, 1947) (* 1947), australischer Tennisspieler
- John McDonald (Moderator) (* 1960), britischer Moderator und Ansager von Sportveranstaltungen
- John McDonald (Bogenschütze) (* 1965), kanadischer Bogenschütze
- John McDonald (Musiker), US-amerikanischer Jazzmusiker, Komponist und Musikpädagoge
- Jordan McDonald (1983–2014), kanadischer Reitsportler
- Joseph E. McDonald (1819–1891), US-amerikanischer Politiker
- Juanita Millender-McDonald (1938–2007), US-amerikanische Politikerin
- Julie McDonald (Schwimmerin, 1952) (Julie Maree McDonald-Dyring; * 1952), australische Schwimmerin
- Julie McDonald (Schwimmerin, 1970) (Julie Maree McDonald; * 1970), australische Schwimmerin
- Julie Maree McDonald (* 1961), australische Badmintonspielerin

### K
- Kevin McDonald (Bischof) (* 1947), englischer Geistlicher, Erzbischof von Southwark
- Kevin McDonald (Schauspieler) (* 1961), kanadischer Schauspieler und Komiker
- Kevin McDonald (Fußballspieler, 1985) (* 1985), englischer Fußballspieler
- Kevin McDonald (Fußballspieler, 1988) (* 1988), schottischer Fußballspieler

### L
- Lanny McDonald (* 1953), kanadischer Eishockeyspieler
- Larry McDonald (1935–1983), US-amerikanischer Politiker
- Lisa McDonald (* 1974), irische Politikerin

### M
- Mac McDonald (* 1949), US-amerikanischer Schauspieler
- Mackenzie McDonald (* 1995), US-amerikanischer Tennisspieler
- Marshall McDonald (Ingenieur) (1835–1895), US-amerikanischer Ingenieur
- Marshall McDonald (Musiker) (* 1959), US-amerikanischer Jazzmusiker
- Marie McDonald (1923–1965), US-amerikanische Schauspielerin, Sängerin und Fotomodell
- Mark McDonald (* 1980), schottischer Politiker
- Mary McDonald (fl. 1962–1964), australische Diskuswerferin
- Mary Lou McDonald (* 1969), irische Politikerin
- Massiah McDonald (Julian Massiah McDonald, * 1990), englisch-montserratischer Fußballspieler
- Maurice McDonald (1902–1971), US-amerikanischer Fast-Food-Unternehmer, siehe Richard und Maurice McDonald
- Michael McDonald (Musiker) (* 1952), US-amerikanischer Musiker (On My Own, 1986)
- Michael McDonald (Schauspieler) (* 1964), US-amerikanischer Schauspieler, Comedian, Regisseur und Produzent
- Michael McDonald (Basketballspieler) (* 1969), US-amerikanischer Basketballspieler
- Michael McDonald (Kampfsportler) (* 1991), US-amerikanischer MMA-Fighter
- Michael McDonald (Leichtathlet) (* 1975), jamaikanischer Leichtathlet
- Michael McDonald (Snookerspieler), englischer Snookerspieler
- Michael Cassius McDonald (1839–1907), irisch-amerikanischer Krimineller
- Mike McDonald (Freestyle-Skier) (* 1975), kanadischer Freestyle-Skier
- Mike McDonald (Pokerspieler) (Michael McDonald; * 1989), kanadischer Pokerspieler
- Miriam McDonald (* 1987), kanadische Schauspielerin
- Morgan McDonald (* 1996), australischer Leichtathlet

### N
- Natassha McDonald (* 1997), kanadische Leichtathletin
- Neil McDonald (Fußballspieler) (* 1965), englischer Fußballspieler
- Neil McDonald (Schachspieler) (* 1967), englischer Schachspieler
- Niels McDonald (* 2008), deutscher Tennisspieler
- Nolan McDonald (* 1977), kanadischer Eishockeytorwart

### O
- Otis McDonald (1933–2014), US-amerikanischer Aktivist

### P
- Paddy McDonald, irischer Filmproduzent
- Pat McDonald (Leichtathlet) (1878–1954), US-amerikanischer Leichtathlet
- Pat McDonald (Schauspielerin) (1922–1990), australische Schauspielerin
- Pat McDonald (Politikerin) (* 1943), US-amerikanische Politikerin
- Patrick McDonald (Geistlicher) (1729–1824), britischer Geistlicher und Dichter
- Patrick McDonald (Curler) (* 1967), US-amerikanischer Rollstuhlcurler
- Paul McDonald (William Paul McDonald; * 1984), US-amerikanischer Sänger und Songwriter
- Peter McDonald (Fußballspieler) (1924–2022), irischer Fußballspieler
- Peter McDonald (Schriftsteller) (* 1962), nordirischer Schriftsteller und Literaturwissenschaftler
- Peter McDonald (Dartspieler) (* 1965), schottischer Dartspieler
- Peter McDonald (Schauspieler) (* 1972), irischer Schauspieler und Drehbuchautor
- Peter McDonald (Manager) (* 1973), österreichischer Wirtschaftsvertreter und Politiker
- Peter McDonald (Künstler) (* 1973), japanisch-britischer Künstler
- Peter McDonald (Radsportler) (* 1978), australischer Radrennfahrer
- Peter J. McDonald (1912–1971), kanadischer Politiker

### R
- Rasharn McDonald-Baptiste, anguillanischer Fußballspieler
- Ric McDonald (1942/1943–2012), US-amerikanischer American-Football-Trainer
- Richard McDonald (1902–1972), US-amerikanischer Unternehmer, siehe Richard und Maurice McDonald
- Richard McDonald (Leichtathlet) (* 1949), kanadischer Hürdenläufer
- Robert McDonald (Missionar) (1829–1913), kanadischer Missionar
- Robert McDonald (Leichtathlet), australischer Leichtathlet
- Robert McDonald (Schauspieler), US-amerikanischer Schauspieler
- Robert McDonald (Pianist), zeitgenössischer US-amerikanischer Pianist
- Robert A. McDonald (* 1953), US-amerikanischer Manager und Politiker
- Robert N. McDonald (* 1952), US-amerikanischer Jurist
- Rusheen McDonald (* 1992), jamaikanischer Leichtathlet
- Rusty McDonald (1921–1979), US-amerikanischer Country-Musiker
- Ryan McDonald (Schauspieler, 1930) (1930–2020), US-amerikanischer Schauspieler
- Ryan McDonald (Snowboarder) (* 1980), US-amerikanischer Snowboarder
- Ryan McDonald (Schauspieler, 1984) (* 1984), kanadischer Schauspieler
- Ryan McDonald (Eishockeyspieler) (* 1985), kanadischer Eishockeyspieler

### S
- Sarah McDonald (* 1993), englische Leichtathletin
- Scott McDonald (* 1983), australischer Fußballspieler
- Simon McDonald (* 1961), britischer Diplomat
- Skeets McDonald (1915–1968), US-amerikanischer Countrysänger
- Stanley McDonald (1920–2014), US-amerikanischer Unternehmer
- Stewart McDonald (* 1986), britischer Politiker
- Stuart McDonald (Politiker) (* 1978), schottischer Politiker
- Stuart McDonald (Regisseur), australischer Film- und Fernsehregisseur

### T
- Tommy McDonald (1934–2018), US-amerikanischer American-Football-Spieler
- Trevor McDonald (* 1939), britischer Fernsehmoderator

### W
- Will McDonald (* 1979), US-amerikanischer Basketballspieler
- William McDonald (Kapitän), britischer Kapitän, Entdecker der McDonald-Inseln
- William McDonald (Politiker) (1837–1916), kanadischer Politiker
- William C. McDonald (1858–1918), US-amerikanischer Politiker
- William Johnson McDonald (1844–1926), US-amerikanischer Bankier und Mäzen
- William Joseph McDonald (1904–1989), irisch-US-amerikanischer römisch-katholischer Geistlicher, Weihbischof in San Francisco
- William Paul McDonald, Geburtsname von Paul McDonald (* 1984), US-amerikanischer Sänger und Songwriter
- William Walter McDonald (1844–1929), kanadischer Politiker